# Aldo De Benedetti
Aldo De Benedetti (Roma, 13 de agosto de 1892 – Roma, 19 de enero de 1970) fue un guionista de cine, dramaturgo y comediógrafo italiano con una vasta producción.
Fue uno de los exponentes más importantes del teatro de entretenimiento en el período de entreguerra. Comenzó a escribir muy joven para el teatro y para el cine y empezó a tener éxito en la década de 1930 cuando en el teatro era interpretado un amplio repertorio de comedias románticas. Sus obras fueron puestas en escena, entre otros, por Falconi, Tofano, De Sica y Merlini y los títulos más conocidos de este periodo son La resa di Titì (1931), Non ti conosco più (1932), Milizia territoriale (1933), El hombre que sonríe (1935) . Al año siguiente publicó una obra de gran éxito en su país y en el extranjero:  Dos docenas de rosas rojas. Debido a su ascendencia judía las leyes raciales sancionadas por el gobierno fascista le obligaban a trabajar en silencio y solamente al finalizar la Segunda Guerra Mundial retornó al teatro con comedias de estilo pirandelliano:   El error de estar vivo (1945),  El armarito chino (1947),  Cinco minutos antes  (1951),  Buenas noches, Patricia! (1956), El libertino  (1960) y Paola e i leoni (1971).
A partir de 1938 comenzó a escribir guiones para cine, si bien su nombre no podía aparecer en loo créditos; realizó una actividad muy intensa y logró sus primeros éxitos dentro del estilo del “teléfono blanco”. 
Falleció en Roma el 19 de enero de 1970 tras quitarse la vida por un profundo estado depresivo a los 77 años.

## Obras

### Obras de teatro
- Paola e i leoni (1971)
- El libertino(1960)
- Buenas noches, Patricia! (1956)
- Cinco minutos antes  (1951)
- El armarito chino (1947)
- El error de estar vivo (1945)
- Dos docenas de rosas rojas (1936)
- El hombre que sonríe (1935)
- Milizia territoriale (1933)
- Non ti conosco più (1932)
- La resa di Titì (1931)
- Una luz en la noche
- Mi viuda y yo
- Cena para dos
- Cita de amor
- Un Domingo de abril
- El ganso de Lohengrin
- Tu mujer me engaña

Guionista
(Filmografía parcial)
- Scusa se è poco (1982) dir. Marco Vicario
- Due dozzine di rose scarlatte (1982) dir. Davide Montemurri
- Buonanotte Patrizia (1981) dir. Raffaele Meloni
- El tango de los celos  (1981) dir. Steno
- Non ti conosco più amore (1980) dir. Sergio Corbucci
- El amante de mi mujer  (1978)
- L’armadietto cinese (1975) dir. Giacomo Colli
- Um Marido Sem... É Como um Jardim Sem Flores  (1972)
- Il marito è mio e l'ammazzo quando mi pare (1967) dir. Pasquale Festa Campanile
- Una pantera en mi cama
- Gli ultimi cinque minuti (1966) dir. Carlo Lodovici
- Due dozzine di rose scarlatte (1966) dir. F. Bollini
- Il marito è mio e l'ammazzo quando mi pare  (1966)
- Scano Boa  (1961)
- Milizia territoriale (1960) dir. Claudio Fino
- Vento di primavera  (1958)
- Non ti conosco più (1958) dir. Guglielmo Morandi
- Café de puerto  (1958)
- Malinconico autunno dir. Raffaello Matarazzo (1958)
- L'ultima violenza  (1957)
- Da giovedì a giovedì dir. Guglielmo Morandi (1957)
- Lohengrin dir. Stefano De Stefani (1957)
- L'ultima violenza dir. Raffaello Matarazzo (1957)
- La risaia  (1956)
- Diablillos de uniforme  (1956)
- Cuatro pasos por las nubes  (1956)
- Era di venerdì 17 dir. Mario Soldati (1956)
- Revelación  (1955)
- Esta noche nada nuevo  (1955)
- Vortice  (1955)
- L'angelo bianco  (1955)
- Yo tenía siete hijas  (1954)
- Orient Express  (1954)
- Traicionada  (1954)
- Esclava del pecado  (1954)
- Vuelve a mi vida  (1954)
- Via Padova 46  (1954)
- Mercado de mujeres  (1953)
- Una di quelle  (1953)
- Scampolo 53  (1953)
- Il conte di Sant'Elmo  (1953)
- Cinque poveri in automobile  (1952)
- La presidentessa  (1952)
- Wanda la peccatrice  (1952)
- Il tenente Giorgio  (1952)
- Tormento del pasado  (1952) (sin acreditar)
- Cameriera bella presenza offresi...   (1951) (guion)
- Il microfono è vostro  (1951)
- I figli di nessuno dir. Raffaello Matarazzo (1952)
- Chi è senza peccato... dir. Raffaello Matarazzo (1952)
- Taxi di notte dir. Carmine Gallone (1950)
- Catene dir. Raffaello Matarazzo (1950)
- Vent'anni di Giorgio Bianchi (1949)
- Romanzo d'amore  (1950)
- Shadow of the Past  (1950)
- Il vedovo allegro  (1950)
- Tormento  (1950) dir. Raffaello Matarazzo
- Il mondo vuole così  (1949)
- L'altra  (1949)
- Signorinella  (1949)
- Come persi la guerra  (1948)
- Una lettera all'alba  (1948)
- La pimpinela blanca  (1948) (sin acreditar)
- La città dolente  (1948)
- Che tempi!   (1948)
- Una lettera all'alba dir. Giorgio Bianchi (1948)
- 30 segundos de amor  (1947)
- Camino de perdición  (1947)
- Eugenia Grandet  (1946)
- Pronto chi parla?   (1946)
- Adán y la serpiente  (1946)
- Un beso en la nuca  (1946)
- Un americano in vacanza  (1946)
- Albergo Luna, camera 34  (1946)
- Partenza ore 7  (1946)
- Mio figlio professore dir. Renato Castellani (1946)
- Il mondo vuole così dir. Giorgio Bianchi (1946)
- Le miserie del Signor Travet  (1945)
- El error de estar vivo  (1945)
- Torna a Sorrento  (1945)
- La vida recomienza  o La vida vuelve a empezar  (1945)
- La resa di Titì  (1945) (adaptación) (obra teatral) (guion)
- Apparizione  (1943) (guion) (sin acreditar)
- Tutta la vita in ventiquattr'ore  (1943) (guion) (argumento)
- Il fidanzato di mia moglie  (1943) (guion) (sin acreditar)
- Non sono superstizioso... ma!   (1943) (guion) (sin acreditar) (argumento) (sin acreditar)
- La vida es bella  (1943) (argumento y guion) (sin acreditar)
- Gente dell'aria  (1943) (guion) (sin acreditar)
- Fuga a due voci  (1943) (guion sin acreditar)
- Se io fossi onesto dir. Carlo Ludovico Bragaglia (1942)
- Un garibaldino al convento dir. Vittorio De Sica (1942)
- Esta noche no hay nada nuevo (1942) (sin acreditar)
- Cuatro pasos por las nubes (1942) dir. Alessandro Blasetti (1942) (argumentto con Piero Tellini y Cesare Zavattini) (sin acreditar)
- Labbra serrate (1942) (sin acreditar)
- Giorno di nozze (1942) (sin acreditar)
- La guardia del corpo (1942) (sin acreditar)
- Cadenas invisibles (1942) (sin acreditar)
- Equivoco Feliz (1942) (sin acreditar)
- Nacida en viernes (1941) (sin acreditar)
- A las 9, lección de química (1941)  dir. Mario Mattioli  (sin acreditar)
- Una famiglia impossibile (1941) (sin acreditar)
- Magdalena, cero en conducta dir.  Vittorio De Sica (1940)    (sin acreditar)
- La gran duquesa se divierte   (sin acreditar)
- Tutto per la donna   (1940)
- Rosas escarlatas   (1940)  dir. Giuseppe Amato y Vittorio De Sica (1940)
- Pazza di gioia dir. Carlo Ludovico Bragaglia (1940)
- Taverna rossa   (1940)
- Mille chilometri al minuto   (1939)
- Ausencia injustificada   (1939)
- Eravamo sette vedove   (1939)
- Allegri masnadieri   (1939)
- Se quell'idiota ci pensasse...   (1939)
- La voce senza volto   (1939)
- Eravamo sette sorelle   (1939)
- La dama bianca  (1938)
- A la conquista del marido  (1938)
- Nonna Felicita  (1938)
- Hanno rapito un uomo  (1938) dir.  Gennaro Righelli
- Sólo por ti (Solo per te)  (1938)
- Il trionfo dell'amore  (1938)
- La contessa di Parma  (1938)
- Eravamo sette sorelle  dir.  Nunzio Malasomma (1937)
- L'uomo che sorride  (1937)
- È tornato carnevale  (1937)
- Gli ultimi giorni di Pompeo  (1937)
- Questi ragazzi  (1937)
- Trenta secondi d'amore  (1936)
- Milizia territoriale  (1936)
- Sette giorni all'altro mondo  (1936)
- Non ti conosco più  (1936)  dir. Nunzio Malasomma
- La damigella di Bard  (1936)
- Il signore desidera?   (1934)
- ¡Qué sinvergüenzas son los hombres! (1932) dir. Mario Camerini
- El santo de Asís  (1927)
- Anita o il romanzo d'amore dell'eroe dei due mondi  (1927)
- Savitri Satyavan  (1923)
- El corsario  (1923) dir. Augusto Genina
- Amore stanco  (1920)

Director
- La grazia   (1929)
- Anita o il romanzo d'amore dell'eroe dei due mondi   (1927)
- Marco Visconti   (1925)

## Televisión
- Un beso muy peligroso  (1982)
- Drie dozijn rode rozen (1978)
- L'armadietto cinese  (1975)
- Hauptsache Minister  (1969)
- A mi me pasan todas  (1967)
- Sterf nooit voor je tijd  (1965)
- Ein Tag im April  (1965)
- 30 Sekonden liefde  (1959)
- Lo sbaglio di essere vivi  (1956)  (obra teatral)
- Drie dozijn rode rozen  (1953) (obra teatral)
- Grande Teatro Tupi (1 episodio, 1952)  (obra teatral)
- Two Dozen Red Roses (1952)